# Retusin (flavonol)
Retusin es un O-methylated flavonol, un tipo de flavonoide que puede encontrarse en Origanum vulgare y en Ariocarpus retusus.